# Göta (biograf)
Göta är en biograf vid Götaplatsen 9 i Göteborg, som öppnade 13 oktober 1936 och stängde i maj 1997. Den nyöppnades den 4 september 2015.

## Historia
Biografen, som ursprungligen hade 700 platser, byggdes gradvis om till trippelbio, först med Lill-Göta (i den gamla foajén) 29 december 1977 med 64 platser (från 1990 38), sedan med Mitt-Göta 28 september 1979 med 114 platser. Den ursprungliga salongen fick då 308 platser.
Biografen var utsmyckad med en konststensstaty av gudinnan Filmia, utförd av Anders Olson och i entrén fanns intarsiaarbeten. Premiärfilmen var Flottan dansar.
Den 31 december 1941 eldhärjades biografen, varefter en större renovering genomfördes. Biografen öppnades igen den 17 mars 1942 och hade då försetts med en ljudanläggning, som var förberedd för stereofonisk film. Foajén utformades av Gunnar Jacobson.
År 1977 byggdes en del av foajén om till salongen Lill-Göta och Göta var den första multibiografen i Göteborg. Några år senare skapades Mitt-Göta i en del av den stora salongen.
År 1984 togs Göta över av SF Bio.
Under perioden 1998 till 2013 användes lokalen av hemelektronikkedjan Siba.

## Nyöppning 2015
Biografen Göta återöppnades i sina gamla lokaler av SF Bio den 4 september 2015 som Göteborgs nya "Art cinema". Den hade då fyra salonger med totalt 249 platser.
Ridån i den största salongen, med 108 platser, kommer från biografen Palladium, som lades ner 2008. I den andra salongen, med 86 platser, är ridån från biografen Victoria, som stängdes 2002. Salong 3 har 34 platser och salong 4 har 21 platser och är därmed SF Bios näst minsta svenska salong. Samtliga salonger klarar 4K-projektion.
Premiärfilmerna var Every thing will be fine, En labyrint av lögner, Mandarinodlaren och Jag är Ingrid.